# Димитър Клатнов
Димитър Иванов Клатнов е български военен и революционер, деец на Македоно-одринската организация.

## Биография
Учи в Главното мъжко училище в Казанлък. Служи в Командата на волноопределяющите се, където първо е ефрейтор, а после - унтерофицер. Участва в Сръбско-българската война в 1885 като поручик, а след 9 септември 1885 година е капитан. Причислен е към Казанлъшката дружина. Деец е на Македоно-одринската организация. През април 1901 година е делегат на Осмия македоно-одрински конгрес от Ямболското дружество.

## Военни звания
- Прапоршчик (10 май 1879)
- Подпоручик (1 ноември 1879, преименуван)
- Поручик (9 юли 1881)
- Капитан (9 септември 1885)
- Майор (17 април 1887)
- Подполковник (2 август 1891)
- Полковник (2 август 1895)